# Aigles du Congo
Actualités
Le Football Club Les Aigles du Congo est un club de football fondé en 2023 et basé à Kinshasa, en république démocratique du Congo.

## Histoire
En 2023, l'homme d'affaire et politicien Vidiye Tshimanga rachète la place en première division de l'équipe de football de la Jeunesse sportive de Kinshasa ; lors d'une conférence de presse tenue le 21 août 2023, il précise que le club est omnisports et n'est pas considéré comme une continuation de la JSK.

## Palmarès
- Championnat de république démocratique du Congo : (1)
  - Champion : 2025

### Entraîneurs
- 21 août 2023 - sep 2023 :  Eric Tshibasu
- sep 2023 - :  Anicet Kiazayidi